# Диана: Последние дни принцессы
«Диа́на: После́дние дни принце́ссы» (англ. Diana: Last Days of a Princess) — телефильм режиссёра Ричарда Дэйла, вышедший в 2007 году. Фильм о событиях, предшествовавших гибли принцессы Уэльской Дианы.
На российском Первом канале был показан 10 июня 2007 года под названием «Принцесса Диана. Последний день в Париже».

## Сюжет
Фильм о последних неделях жизни одной из самых известных женщин XX века — Дианы, принцессы Уэльской. Неожиданная и трагическая смерть Дианы в августе 1997 года потрясла мир не меньше, чем убийство президента Кеннеди. Трагедия, случившаяся 31 августа 1997 года, с самого начала была окружена множеством противоречивых слухов и самых невероятных предположений.
Авторы фильма скрупулезно воссоздали события последнего лета в жизни принцессы, раскрывающие всю глубину и противоречивость её уникальной личности.